# Vando Félix
Vando Baifas Félix (Bissau, 3 settembre 2002) è un calciatore guineense, attaccante del Vitória Guimarães.

## Carriera

### Club
È cresciuto nel settore giovanile del Leixões, con cui ha debuttato il 13 marzo 2021 nell'incontro di Segunda Liga pareggiato 1-1 contro il Cova da Piedade. Il 19 luglio 2021 è stato acquistato dallo Sporting Lisbona, dove ha giocato per tre stagioni in Terceira Liga con la squadra riserve.
L'8 luglio 2024 è passato a titolo definitivo al Torreense dove ha realizzato 4 gol in 13 partite nella prima metà di stagione.
Il 23 gennaio 2025 è stato acquistato dal Vitória Guimarães.

### Nazionale
Il 20 marzo 2025 ha esordito con la Guinea-Bissau nella sfida persa contro la Sierra Leone (3-1).

## Statistiche

### Presenze e reti nei club
Statistiche aggiornate al 2 febbraio 2025.
| Stagione                  | Squadra                   | Campionato                | Campionato | Campionato | Coppe nazionali | Coppe nazionali | Coppe nazionali | Coppe continentali | Coppe continentali | Coppe continentali | Altre coppe | Altre coppe | Altre coppe | Totale | Totale | Totale |
| Stagione                  | Squadra                   | Comp                      | Pres       | Reti       | Comp            | Pres            | Reti            | Comp               | Pres               | Reti               | Comp        | Pres        | Reti        | Pres   | Reti   |        |
| ------------------------- | ------------------------- | ------------------------- | ---------- | ---------- | --------------- | --------------- | --------------- | ------------------ | ------------------ | ------------------ | ----------- | ----------- | ----------- | ------ | ------ | ------ |
| 2020-2021                 | Leixões                   | LdH                       | 4          | 0          | CP+CdL          | 0               | 0               | -                  | -                  | -                  | -           | -           | -           | 4      | 0      |        |
| 2021-2022                 | Sporting Lisbona B        | TL                        | 25         | 3          | -               | -               | -               | -                  | -                  | -                  | -           | -           | -           | 25     | 3      |        |
| 2022-2023                 | Sporting Lisbona B        | TL                        | 14         | 2          | -               | -               | -               | -                  | -                  | -                  | -           | -           | -           | 14     | 2      |        |
| 2023-2024                 | Sporting Lisbona B        | TL                        | 21         | 2          | -               | -               | -               | -                  | -                  | -                  | -           | -           | -           | 21     | 2      |        |
| Totale Sporting Lisbona B | Totale Sporting Lisbona B | Totale Sporting Lisbona B | 55         | 7          |                 | -               | -               |                    | -                  | -                  |             | -           | -           | 55     | 7      |        |
| 2024-gen. 2025            | Torreense                 | LdH                       | 12         | 4          | CP+CdL          | 1+0             | 0               | -                  | -                  | -                  | -           | -           | -           | 13     | 4      |        |
| gen.-giu. 2025            | Vitória Guimarães         | PL                        | 4          | 0          | CP+CdL          | 0               | 0               | UECL               | 0                  | 0                  | -           | -           | -           | 4      | 0      |        |
| Totale carriera           | Totale carriera           | Totale carriera           | 80         | 11         |                 | 1               | 0               |                    | 0                  | 0                  |             | -           | -           | 81     | 11     |        |

### Cronologia presenze e reti in nazionale
| Cronologia completa delle presenze e delle reti in nazionale ― Guinea-Bissau | Cronologia completa delle presenze e delle reti in nazionale ― Guinea-Bissau | Cronologia completa delle presenze e delle reti in nazionale ― Guinea-Bissau | Cronologia completa delle presenze e delle reti in nazionale ― Guinea-Bissau | Cronologia completa delle presenze e delle reti in nazionale ― Guinea-Bissau | Cronologia completa delle presenze e delle reti in nazionale ― Guinea-Bissau | Cronologia completa delle presenze e delle reti in nazionale ― Guinea-Bissau | Cronologia completa delle presenze e delle reti in nazionale ― Guinea-Bissau |
| Data                                                                         | Città                                                                        | In casa                                                                      | Risultato                                                                    | Ospiti                                                                       | Competizione                                                                 | Reti                                                                         | Note                                                                         |
| ---------------------------------------------------------------------------- | ---------------------------------------------------------------------------- | ---------------------------------------------------------------------------- | ---------------------------------------------------------------------------- | ---------------------------------------------------------------------------- | ---------------------------------------------------------------------------- | ---------------------------------------------------------------------------- | ---------------------------------------------------------------------------- |
| 20-3-2025                                                                    | Monrovia                                                                     | Sierra Leone                                                                 | 3 – 1                                                                        | Guinea-Bissau                                                                | Qual. Mondiali 2026                                                          | -                                                                            | 63’                                                                          |
| Totale                                                                       |                                                                              | Presenze                                                                     | 1                                                                            |                                                                              | Reti                                                                         | 0                                                                            |                                                                              |